# Punto dulce (acústica)
El punto dulce es un término utilizado por audiófilos e ingenieros de sonido para describir el punto focal entre dos altavoces, donde un individuo es capaz totalmente de oír la mezcla estéreo de audio de la manera en que el mezclador pretendía que fuera oída. En el caso del sonido envolvente, este es el punto focal  entre cuatro o más altavoces.
Existen diferentes métodos estáticos para ampliar el área del "punto dulce", como los mencionados en Merchel et al.
Los ingenieros de sonido también se refieren al "punto dulce" al hablar de cualquier elemento que produzca sonido y pueda ser capturado con un micrófono. Por ejemplo, cada instrumento tiene su propio punto dulce, es decir, la  perfecta ubicación para colocar el micrófono o micrófonos y obtener el mejor sonido.